# BT-42
Il BT-42 fu un cannone d'assalto di costruzione finlandese, in servizio con il Suomen maavoimat tra il 1942 e il 1944.
Il mezzo, l'unico veicolo blindato di progettazione finlandese impiegato nella seconda guerra mondiale, era costituito dall'accoppiamento di due sistemi d'arma di produzione straniera: lo scafo era infatti quello di un carro leggero sovietico BT-7, catturato in gran numero dai finlandesi durante la guerra d'inverno, mentre la torretta ospitava come pezzo d'artiglieria un obice britannico Ordnance QF 4,5 in da 114 mm.
Assemblato in appena 18 esemplari, il BT-42 non si dimostrò particolarmente riuscito come cannone d'assalto per via delle ridotte capacità anticarro del suo pezzo d'artiglieria, rivelatosi incapace di perforare la corazzatura dei carri sovietici più moderni. I BT-42 furono impiegati dai finlandesi nel corso dei pesanti scontri dell'offensiva Vyborg-Petrozavodsk nel giugno 1944, ma furono radiati dal servizio già nel luglio seguente.

## Storia

### Sviluppo

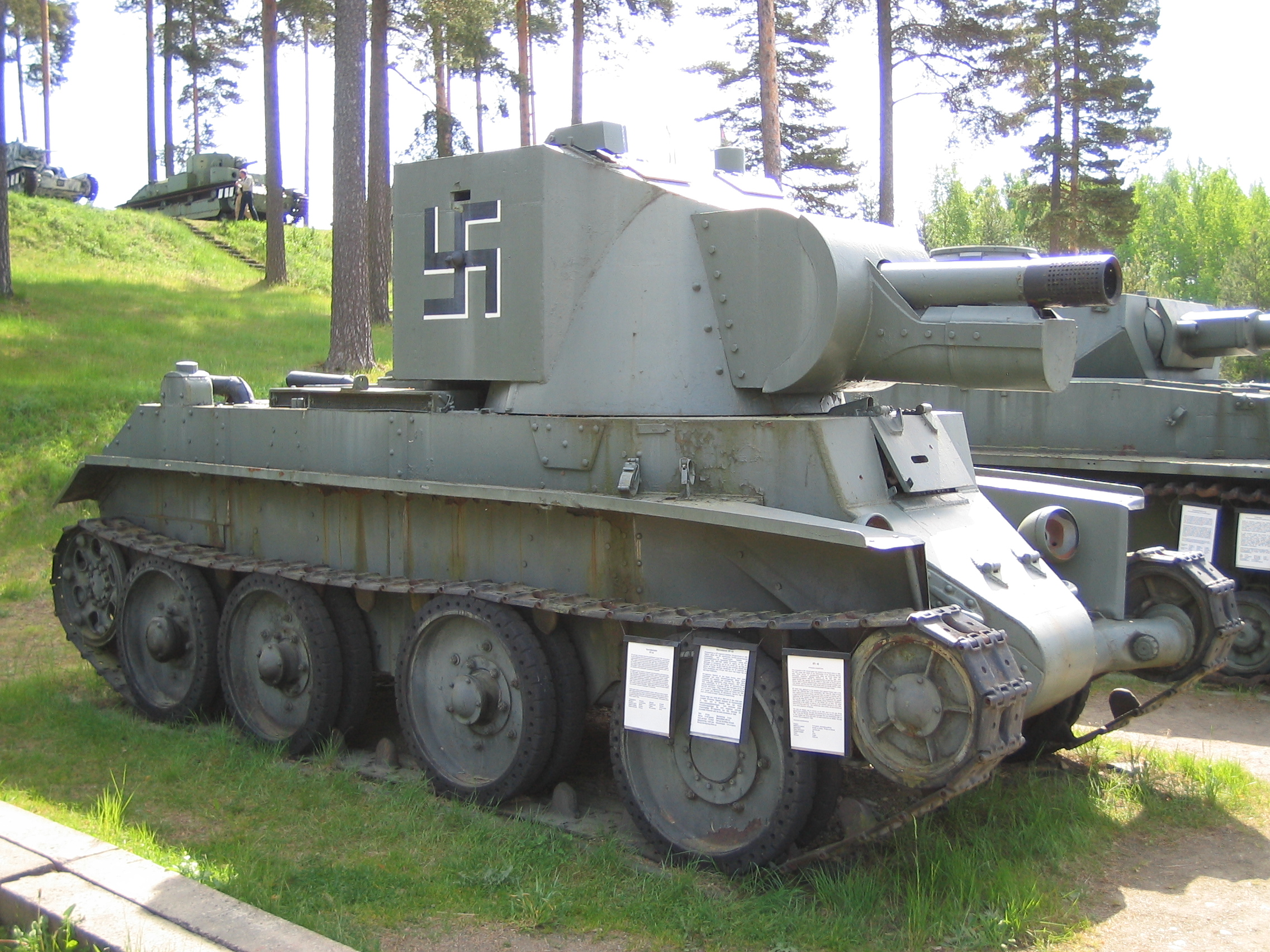
Veduta di tre quarti del BT-42 del museo di Parola

Benché conclusasi con una sconfitta per la Finlandia, la guerra d'inverno del novembre 1939-marzo 1940 contro l'Unione Sovietica aveva consentito ai finlandesi di entrare in possesso di un grosso bottino bellico: le forze sovietiche avevano riportato ingenti perdite umane e materiali nel conflitto, e i finlandesi furono capaci di recuperare dai campi di battaglia parecchio equipaggiamento militare tra cui svariate decine di mezzi corazzati. La forza blindata del Suomen maavoimat era all'epoca molto piccola, basata come era su un unico battaglione corazzato (Panssaripataljoona) equipaggiato di carri leggeri Renault FT francesi (ormai completamente obsoleti) e Vickers 6-Ton britannici, ma i materiali catturati ai sovietici consentirono un'espansione tanto quantitativa che qualitativa: dopo l'alleanza della Finlandia con la Germania nazista e l'avvio della partecipazione alle operazioni del fronte orientale della seconda guerra mondiale (per i finlandesi la cosiddetta "guerra di continuazione"), nel febbraio 1942 le forze corazzate finlandesi furono incrementate a due battaglioni riuniti in una brigata (Panssariprikaati).
Tra i materiali catturati ai sovietici vi era un ingente quantitativo di carri leggeri della serie BT, con cui i finlandesi contavano di equipaggiare un terzo battaglione corazzato da aggregare alla Panssariprikaati. Le valutazioni degli ufficiali finlandesi sulle prestazioni dei carri BT furono tuttavia negative: il modello più avanzato della serie, il BT-7, era basato su un progetto del primo dopoguerra ormai sorpassato, con corazza e armamento troppo leggeri per affrontare i mezzi sovietici più moderni. I BT-7, tuttavia, erano ancora mezzi dalle buone caratteristiche meccaniche e con un motore molto potente, e la loro disponibilità in gran numero spinse i progettisti finlandesi a ideare un modo per reimpiegarli. Si decise di trasformare il mezzo in un cannone d'assalto, sostituendo l'originale cannone da 45 mm installato in torretta con un pezzo di calibro più elevato: la scelta cadde sull'obice Ordnance QF 4,5 in, un pezzo di fabbricazione britannica calibro 114 mm usato dall'esercito finlandese fin dal 1918 e disponibile in buon numero.

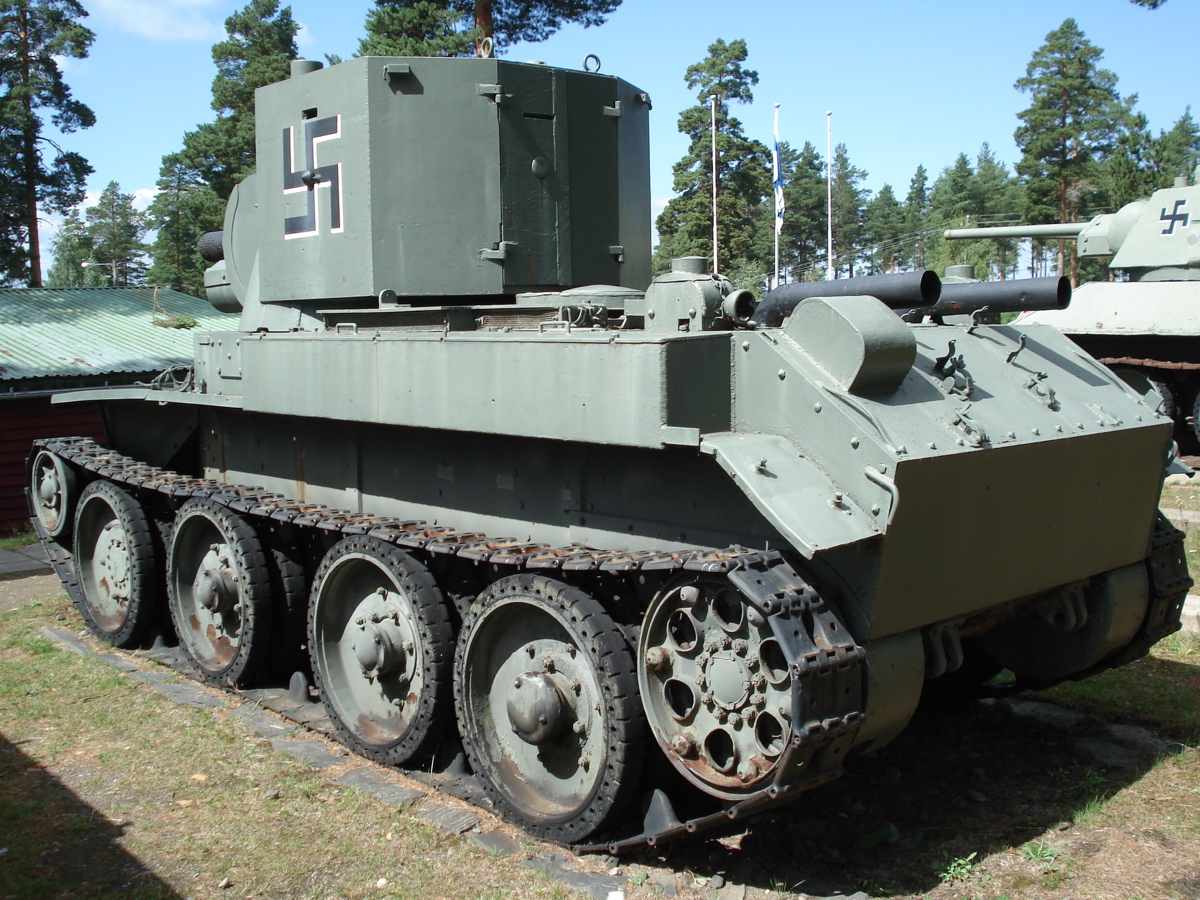
Veduta posteriore del BT-42

La conversione dei carri BT-7 in cannoni d'assalto fu curata dal Valtion Tykkitehdas, la fabbrica statale finlandese di pezzi d'artiglieria; la fabbrica, come del resto l'intero comparto industriale finlandese, non aveva alcuna specifica esperienza in merito alla progettazione e assemblaggio di mezzi corazzati. La torretta originale del BT-7 fu riprogettata e notevolmente ingrandita per poter ospitare il molto più ingombrante obice da 114 mm, e dotata di nuove ottiche di puntamento; come apparato motore fu conservato l'originario Mikulin M-17T a gasolio del BT-7: benché il motore fosse stato criticato dagli ufficiali finlandesi per i suoi alti consumi di carburante e la scarsa durata operativa, la scelta si rivelò obbligata in quanto l'industria finlandese non fu in grado di progettare un'alternativa migliore.
Il nuovo mezzo, designato come 15 tonnin rynnäkkötykkipanssarivaunu BT-42 ("cannone d'assalto da 15 tonnellate BT-42", dove "15 tonnellate" era il peso del mezzo e "42" l'anno di adozione) ma noto semplicemente come BT-42, fu consegnato per la prima volta ai reparti nel settembre 1942 per le prove di guida e mobilità, mentre i primi impieghi dell'armamento non sembra siano stati effettuati fino all'aprile 1943. Le valutazioni sui primi modelli consegnati non furono positive e i mezzi dovettero ritornare in fabbrica per effettuare vari interventi di miglioramento; la consegna ai reparti operativi si svolse quindi tra il febbraio e il maggio 1943, per un totale di 18 veicoli assemblati.

### Impiego operativo
I BT-42 andarono a equipaggiare un battaglione cannoni d'assalto (Rynnäkkötykkipataljoona) forte di tre compagnie di sei mezzi l'una; l'unità andò a costituire il terzo battaglione della brigata corazzata, ora parte della neonata divisione corazzata dell'esercito finlandese (Panssaridivisioona).
Tra il giugno e il luglio 1943 la 1ª Compagnia fu inviata al fronte lungo le rive del fiume Svir' in Carelia per i test in ambiente operativo. Il pezzo da 114 mm del BT-42 fu impiegato per il tiro sia diretto che indiretto contro fortificazioni campali e nidi di mitragliatrici lungo la linea di trincee tenute dai sovietici; vari bersagli furono distrutti e un unico semovente fu leggermente danneggiato dal tiro di risposta del nemico. L'esperienza al fronte rafforzò negli ufficiali sul campo le opinioni negative circa le reali capacità del mezzo come cannone d'assalto vero e proprio, in particolare per quanto riguardava la sua mobilità (il veicolo era impacciato e reso instabile dall'alta e pesante torretta) e la sua capacità di fronteggiare altri carri armati (il pezzo da 114 mm era di lento caricamento e difficile da puntare sui veloci carri sovietici, mentre la sagoma alta del BT-42 costituiva un facile bersaglio per i cannonieri nemici); alla fine, anche in ragione della fornitura da parte della Germania alla Finlandia di un lotto di moderni cannoni d'assalto StuG III dalle prestazioni decisamente superiori rispetto ai BT-42, si giunse a un compromesso: i BT-42 furono ritirati dal battaglione cannoni d'assalto e riuniti in una compagnia corazzata autonoma (Erillinen Panssarikomppania) per l'appoggio diretto della fanteria e per il contrasto delle postazioni fortificate.

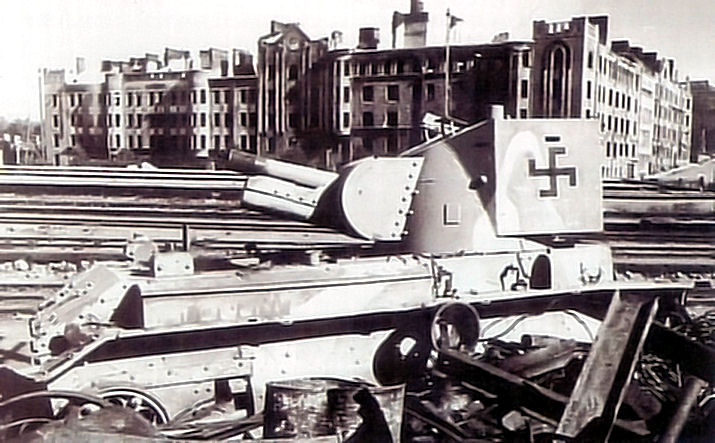
Un BT-42 messo fuori combattimento alla periferia di Viipuri nel 1944

La compagnia autonoma fu impiegata in prima linea nel corso dell'offensiva Vyborg-Petrozavodsk, il grande attacco sovietico alle linee finlandesi sferrato a partire dal 10 giugno 1944. I BT-42 furono impiegati nei disperati tentativi finlandesi di arrestare le colonne corazzate sovietiche lanciate lungo l'Istmo careliano, con pessimi risultati: la sottile corazzatura dei BT-42 non consentiva loro di sopravvivere a un colpo diretto dei cannoni dei carri sovietici, mentre all'opposto i pezzi da 114 mm rivelarono le loro più che mediocri capacità come armi controcarro, rivelandosi incapaci di perforare la corazzatura dei moderni carri sovietici T-34/85 se non a distanze pericolosamente ridotte; in un'occasione un BT-42 colpì per diciotto volte un T-34 sovietico senza riuscire a metterlo fuori combattimento. La compagnia fu impegnata in duri scontri nella zona di Viipuri tra il 17 e il 20 giugno subendo la distruzione di otto BT-42 (cinque il solo 20 giugno), anche se le perdite tra gli equipaggi furono ridotte.
Constatata platealmente l'obsolescenza del mezzo, il 5 luglio 1944 il comando finlandese ordinò il ritiro del BT-42 dalle operazioni di prima linea e la soppressione della Erillinen Panssarikomppania. I dieci BT-42 superstiti furono concentrati nel deposito militare di Parola e qui lasciati in stato di abbandono fino al 1951, quando nove di essi furono avviati alla demolizione; l'esemplare numero Ps. 511-8 fu invece risparmiato e conservato per scopi museali, e dal 1961 è esposto in mostra statica al Museo dei carri armati di Parola.

## Caratteristiche tecniche
Lo scafo del BT-42 era identico a quello del BT-7 e ne condivideva sostanzialmente le caratteristiche: la lunghezza era di 5,7 metri, la larghezza di 2,2 metri mentre l'altezza era incrementata a 3 metri per via della nuova torretta, che faceva anche aumentare il peso in ordine di combattimento a 15 tonnellate; solo poche modifiche furono apportate allo scafo originario, come l'aggiunta di schermi per l'aspirazione dell'aria e la costruzione di nuove parti frontali come parafanghi. La torretta era piuttosto alta e squadrata, con un grosso mantelletto frontale a proteggere il meccanismo di recupero della bocca di fuoco e due porte posteriori per l'accesso al suo interno; la visuale era data da quattro feritoie aperte sui lati. L'equipaggio ammontava a tre uomini: comandante/artiglierie, caricatore e pilota, i primi due alloggiati nella torretta e il terzo nella parte frontale dello scafo.
La corazzatura era spessa tra i 15 e i 20 mm nella parte frontale, 15 mm sui lati e 10-13 mm nella parte posteriore; la torretta aveva una blindatura frontale e laterale spessa 16 mm: la corazzatura della torretta era fissata tramite rivetti, che tendevano a proiettarsi all'interno del mezzo come pericolose schegge in caso di impatto non penetrante di un proiettile d'artiglieria.
L'apparato motore era lo stesso del BT-7, ovvero un motore Mikulin M-17T alimentato a gasolio con una potenza di 500 hp; la velocità massima su strada si aggirava sui 53 km/h, mentre i serbatoi da 650 litri garantivano un'autonomia di 250 km su strada. Il motore aveva una vita operativa piuttosto bassa se paragonato a quello di veicoli simili, necessitando di una revisione ogni 150 ore di utilizzo. Le sospensioni erano del tipo Christie.
L'unico armamento del mezzo era l'obice Ordnance QF 4,5 in da 114 mm, capace di una depressione di - 5° e di un'elevazione di +25° e impiegabile quindi anche nel tiro indiretto. Non vi era armamento secondario, sebbene all'interno della torretta fosse sempre presente un mitra Suomi KP-31 impiegabile dall'equipaggio.